# József Mucha
József Mucha (ur. 25 października 1951 w Mázie) – węgierski piłkarz grający na pozycji pomocnika. Był reprezentantem Węgier.

## Kariera klubowa
Swoją karierę piłkarską Mucha rozpoczął w klubie Dorogi FC. W 1968 roku awansował do kadry pierwszego zespołu i w sezonie 1968 zadebiutował w jego barwach w trzeciej lidze węgierskiej. W 1970 roku przeszedł do pierwszoligowego Ferencvárosi TC. W Ferencvárosi grał do końca sezonu 1980/1981. Z klubem tym wywalczył dwa tytuły mistrza Węgier w sezonach 1975/1976 i 1980/1981, pięć wicemistrzostw Węgier w sezonach 1970, 1970/1971, 1972/1973, 1973/1974 i 1978/1979 oraz zdobył cztery Puchary Węgier w sezonach 1971/1972, 1973/1974, 1975/1976 i 1977/1978. W sezonie 1974/1975 dotarł z nim do finału Pucharu Zdobywców Pucharów i w finałowym, przegranym 0:3 meczu z Dynamem Kijów, wystąpił przez pełne 90 minut.
W 1981 roku Mucha przeszedł do belgijskiego KSV Waregem. Występował w nim przez dwa lata. Po sezonie 1982/1983 zakończył w nim swoją karierę.
| Sezon   | Klub            | Kraj   | Rozgrywki     | Mecze | Gole |
| ------- | --------------- | ------ | ------------- | ----- | ---- |
| 1968    | Dorogi FC       | Węgry  | NB III        | ?     | ?    |
| 1969    | Dorogi FC       | Węgry  | NB III        | ?     | ?    |
| 1970    | Ferencvárosi TC | Węgry  | NB I          | 13    | 0    |
| 1970/71 | Ferencvárosi TC | Węgry  | NB I          | 29    | 2    |
| 1971/72 | Ferencvárosi TC | Węgry  | NB I          | 26    | 3    |
| 1972/73 | Ferencvárosi TC | Węgry  | NB I          | 29    | 13   |
| 1973/74 | Ferencvárosi TC | Węgry  | NB I          | 17    | 1    |
| 1974/75 | Ferencvárosi TC | Węgry  | NB I          | 23    | 1    |
| 1975/76 | Ferencvárosi TC | Węgry  | NB I          | 26    | 5    |
| 1976/77 | Ferencvárosi TC | Węgry  | NB I          | 23    | 4    |
| 1977/78 | Ferencvárosi TC | Węgry  | NB I          | 20    | 3    |
| 1978/79 | Ferencvárosi TC | Węgry  | NB I          | 15    | 2    |
| 1979/80 | Ferencvárosi TC | Węgry  | NB I          | 1     | 0    |
| 1980/81 | Ferencvárosi TC | Węgry  | NB I          | 29    | 1    |
| 1981/82 | KSV Waregem     | Belgia | Eerste klasse | ?     | ?    |
| 1982/83 | KSV Waregem     | Belgia | Eerste klasse | ?     | ?    |

## Kariera reprezentacyjna
W reprezentacji Węgier Mucha zadebiutował 7 maja 1975 w wygranym 2:0 meczu kwalifikacyjnym do Igrzysk Olimpijskich w Montrealu z Bułgarią, rozegranym w Budapeszcie. W swojej karierze grał w eliminacjach do MŚ 1978 i eliminacjach do Euro 80. Od 1975 do 1979 rozegrał w kadrze narodowej 16 meczów i strzelił 1 gola.